# Anthropoides
Anthropoides es un género de aves gruiformes de la familia de las grullas (Gruidae), que incluye a dos especies que se distribuyen por África, Asia y Europa.

## Especies
Tiene descritas dos especies:
- Grulla del paraíso (Anthropoides paradisea) (Lichtenstein AAH, 1793)

- Grulla damisela (Anthropoides virgo) (Linnaeus, 1758)